# دهتل
دهتل، روستایی در دهستان دهتل بخش مرکزی شهرستان بستک در استان هرمزگان ایران است. این روستا، مرکز دهستان دهتل است.

## جمعیت
بر پایه سرشماری عمومی نفوس و مسکن در سال ۱۳۹۵، جمعیت این روستا برابر با ۱٬۷۰۲ نفر (۴۶۲ خانوار) بوده‌است.